# Karl Grunert (Schauspieler)

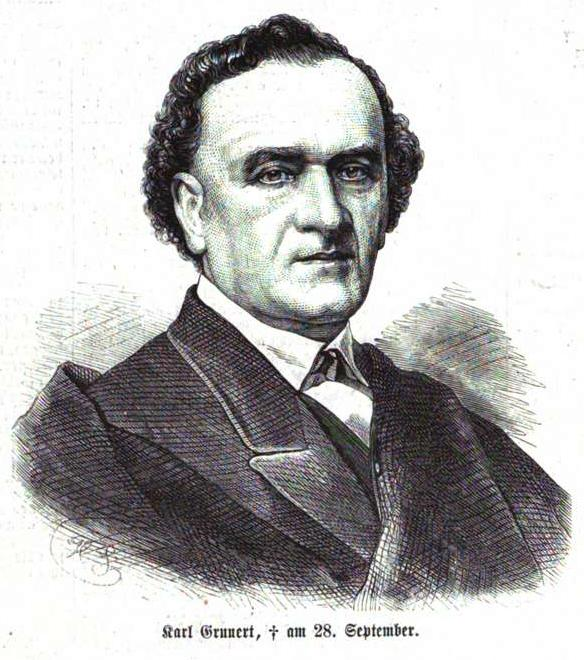
Der Schauspieler Karl Grunert. Graphik von Hermann Scherenberg

Karl Grunert, auch Carl Grunert (* 16. Januar 1810 in Leipzig; † 27. September 1869 in Stuttgart) war ein deutscher Theaterschauspieler, -direktor und Lyriker.

## Leben

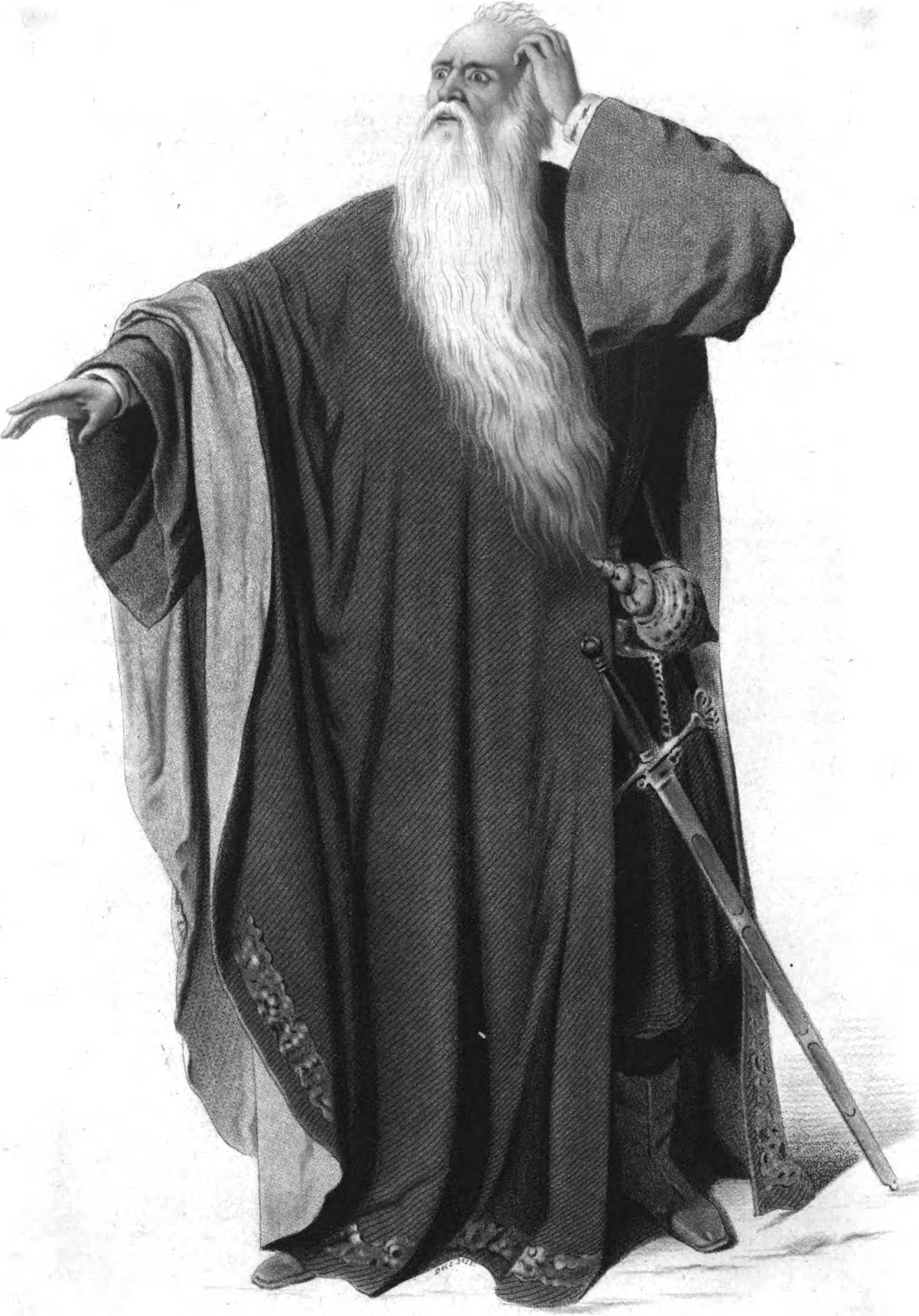
Karl Grunert als König Lear, 1861

Grunert besuchte die Thomasschule zu Leipzig. Er widmete sich kurze Zeit dem Studium der Theologie, ging 1830 in Waldenburg zur Bühne über. Dort debütierte er als „Der Fackeljunge in Verona“ bei einer kleinen reisenden Truppe.
Sein erstes festes Engagement hatte er ab 1830 oder 1832 in Augsburg, wo er im Fach des Charakterdarstellers und Helden mit Erfolg spielte.
Von Augsburg ging er 1833 an das Theater nach Freiburg im Breisgau. Dort entstanden auch seine ersten lyrischen Gedichte. 1834 wurde er nach Hannover berufen. Von 1842 bis 1846 wirkte er in Hamburg, danach in Stuttgart.
Mitte der 1860er Jahre ließ seine Schaffenskraft nach, und seine Eigenarten nahmen so zu, dass er manchen Souffleur zur Verzweiflung trieb. Doch Grunert wollte nichts von Krankheit hören und spielte so lange wie möglich. Am 30. Juni 1869 betrat er als „Zettel“ im Sommernachtstraum zum letzten Mal die Bühne, kurz darauf verstarb er am 27. September 1869.

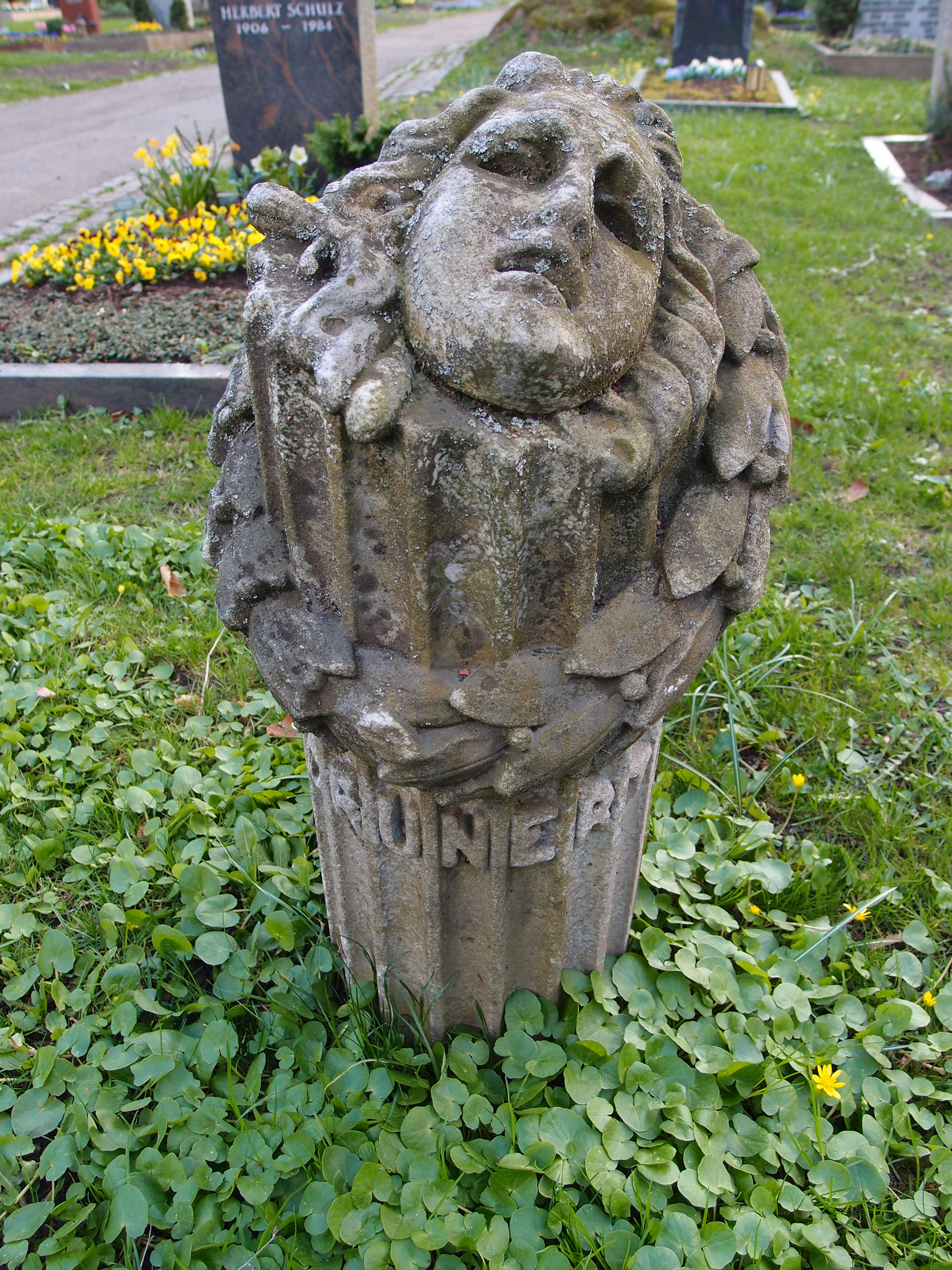
Grabstein von Karl Grunert auf dem Stuttgarter Fangelsbachfriedhof

Seine Hauptrollen waren tragische Charaktergestalten. Zugleich ein wissenschaftlich gediegener Kenner seiner Kunst und voll Poesie in ihrer Auffassung, hielt er in Tübingen oftmals dramatische Vorlesungen und wurde von der Universität dort wegen seiner psychologisch-ästhetischen Abhandlung „Über den Macbeth-Charakter“ zum Doktor der Philosophie promoviert.
Der Künstler war zweimal verheiratet. In erster Ehe mit der Schauspielerin Amalie Rühle, die 1852 verstarb. 1855 heiratete er die Schauspielerin Martha Petitjean. Aus dieser Ehe stammten die Kinder Rudolf Karl Grunert und Therese Grunert, beide ebenfalls Theaterschauspieler.